# Философский камень (фильм, 1958)
«Филосо́фский ка́мень» (бенг. পরশপাথর, Parash Pathar) — чёрно-белая кинокомедия 1958 года индийского режиссёра Сатьяджита Рая. Фильм снят по мотивам одноимённой повести Раджшекара Басу.

## Сюжет
История о банковском клерке, случайно нашедшем камень, который может превращать другие предметы в золото.

## В ролях
| Актёр             | Роль               |
| ----------------- | ------------------ |
| Тулси Чакраборти  | Пареш Чандра Дутта |
| Ранибала          | Гирибала Дутта     |
| Кали Баннерджи    | Генри Бисвас       |
| Гангапада Басу    | Качалу (бизнесмен) |
| Харидан Чаттерджи | инспектор полиции  |
| Джахар Рой        | Бхаджахари         |
| Чхаби Бисвас      | гость на вечеринке |
| Барати Деви       | гость на вечеринке |
| Чандрабати Деви   | гость на вечеринке |
| Джахар Гангули    | гость на вечеринке |

## История создания
Фильм был снят в перерыве съёмок фильма «Музыкальная комната», возникшем из-за поездки исполнителя главной роли Чхаби Бисваса в Берлин для получения награды.

## Награды и номинации
| Награды и номинации | Награды и номинации    | Награды и номинации     | Награды и номинации | Награды и номинации |
| Год                 | Фестиваль              | Категория               | Номинирован(а)      | Итог                |
| ------------------- | ---------------------- | ----------------------- | ------------------- | ------------------- |
| 1958                | Каннский кинофестиваль | Золотая пальмовая ветвь | Сатьяджит Рай       | Номинация           |